# Sø- og Handelsretten
Sø- og Handelsretten er en domstol i København der behandler handelssager og søsager samt visse immaterielretlige sager, hvor domstolens kompetence er landsdækkende. Det er borgerlige sager, der kræver behandling af sagkyndige. Sø- og Handelsretten består af en præsident, to vicepræsidenter, to dommere og et antal sagkyndige.
Domstolen blev oprettet ved lov i 1861.
I sager vedrørende søulykker, er det ved denne domstol mandskabet fra det pågældende skib skal afgive søforklaring, hvis ikke en anden byret har den stedlige kompetence. Siden 2007 har Sø- og Handelsretten ikke beskæftiget sig med straffesager. Disse behandles nu kun ved byretterne.
Sø- og Handelsretten er sammen med Boligretten, de to specialdomstole som eksisterer i Danmark.
Siden april 2022 har Mads Bundgaard Larsen været retspræsident.